# Зрно до зрна
„Зрно до зрна” је југословенски кратки филм из 1968. године. Режирао га је Мате Реља а сценарио је написао Рене Фабиан.

## Улоге
| Глумац          | Улога |
| --------------- | ----- |
| Антун Налис     |       |
| Хермина Пипинић |       |